# Adam Collin
Adam James Collin, né le 9 décembre 1984 à Penrith, en Angleterre, est un footballeur anglais évoluant au poste de gardien de but au Carlisle United.

## Biographie
Le 15 janvier 2016, il est prêté à Aberdeen.
Le 15 juin 2016, il rejoint Notts County.
Le 4 juillet 2018, Collin s'engage avec Carlisle United.

## Palmarès
- Vainqueur du Football League Trophy en 2011 avec Carlisle United
- Vainqueur des play-offs de la League One en 2014 avec Rotherham